# Pac-Man Anniversary
Pac-Man Anniversary est une série de bornes d'arcade créés à partir de 2001 à l'occasion d'anniversaires de jeux célèbres de la société Namco comme Ms. Pac-Man et Galaga. Des jeux célèbres créés par Namco ont été réédités dans ces bornes et commercialisés plus de 20 ans après leur exploitation originelle. Namco a également répété l'opération pour les 25e et 30e anniversaires.

## Spécifications techniques
- Processeur : Z180 cadencé à 18,432 MHz
- Audio : Namco custom WSG chipset cadencé à 96 kHz

## 20eanniversaire
Ms.Pac-Man/Galaga: 20 Year Reunion
Commercialisée en 2001, la borne célèbre le 20e anniversaire de Ms. Pac-Man et Galaga, datant tous deux de 1981. C'est une compilation de ces deux jeux, appelés respectivement pour l'occasion 20 Year Reunion et Class of 1981. Sur cette borne, un easter egg permet de jouer au jeu original Pac-Man,.

## 25eanniversaire
Pac-Man 25th Anniversary
Commercialisée en 2005, la borne célèbre le 25e anniversaire de Pac-Man. C'est une compilation des jeux Pac-Man et de nouveau Ms. Pac-Man et Galaga,. La borne est sortie en version standard et borne de table destinée au marché familial/privée sans le monnayeur (cabaret).

## 30eanniversaire
Pac-Man's Arcade Party
Commercialisée en 2010, la borne célèbre le 30e anniversaire de Pac-Man (ne pas confondre avec le jeu Wii Pac-Man Party). Cette compilation comporte 13 jeux : Pac-Man, Ms. Pac-Man, Pac-Mania, Galaga, Galaga '88, Galaxian, Dig Dug, Mappy, Xevious, Rolling Thunder, Dragon Spirit, Rally-X et Bosconian. La borne est sortie en versions cocktail, en version destinée au marché familial/privé sans le monnayeur et en version standard. La version standard ne comporte que 12 jeux, Ms. Pac-Man n'a pas été inclus en raison de problèmes de licence et possède un écran de 25 pouces alors que c'est un 19 pouces pour la version familiale.